# محوطه قلعه مختاری
محوطه قلعه مختاری مربوط به سده ۱۰ تا ۱۱ ق است و در شهرستان مشهد، بخش احمدآباد، روستای دلبران واقع شده و این اثر در تاریخ ۱۷ اسفند ۱۳۸۱ با شمارهٔ ثبت ۷۸۶۷ به‌عنوان یکی از آثار ملی ایران به ثبت رسیده است.